# NGC 1185
NGC 1185 je galaksija u zviježđu Eridan.

## Vanjske poveznice
- SEDS: NGC 1185